# Micomitra vitripennis
Micomitra vitripennis är en tvåvingeart som först beskrevs av Enrico Adelelmo Brunetti 1912.  Micomitra vitripennis ingår i släktet Micomitra och familjen svävflugor. Inga underarter finns listade i Catalogue of Life.